# Рейндерс, Тиджани
Тиджани Мартинюс Ян Рейндерс Лекатомпесси (нидерл. Tijjani Martinus Jan Reijnders Lekatompessy [tiˈdʒani ˈrɛi̯ndərs]; род. 29 июля 1998, Зволле) — нидерландский футболист, полузащитник английского клуба «Манчестер Сити» и сборной Нидерландов. Бронзовый призёр чемпионата Европы 2024.

## Клубная карьера

### Ранняя карьера
Роль Рейндерса на футбольной сцене началась в молодом возрасте, когда он начал свою карьеру в молодёжной команде «Твенте». Он играл за «Твенте» до команды U-17, после чего был отпущен в «КСВ '28», где провёл один год с 2015 по 2016.
В 2016 году Рейндерс присоединился к молодёжной команде «ПЕК Зволле» U-19, где затем перешёл на более высокий уровень и дебютировал в первой команде клуба Эредивизи. Однако даже в «ПЕК Зволле» Рейндерс провёл тоже всего один год.

### «АЗ Алкмар»
В 2017 году его карьера начала стремительно развиваться. Работая в местном супермаркете Aldi и тренируясь в «Зволле», он перешёл в молодёжную команду «АЗ» и в 2018 году попал в первую профессиональную команду.
В 2020 году он был арендован клубом «Валвейк» на шесть месяцев, с января по июнь. После аренды Рейндерс вернулся в «АЗ» и стал частью основной команды, с которой дошёл до полуфинала Лиги конференций УЕФА 2022/23.

### «Милан»
19 июля 2023 года Рейндерс присоединился к клубу Серия А «Милан», подписав пятилетний контракт до июня 2028 года. 21 августа он впервые вышел в стартовом составе «Россонери» в матче Серии А против «Болоньи». 11 ноября в матче Серии А против «Лечче» на стадионе Виа дель Маре Рейндерс забил свой первый гол за «Милан».

### «Манчестер Сити»
11 июня 2025 года перешёл в «Манчестер Сити», подписав контракт с английским клубом на 5 лет.

## Карьера в сборной
В июне 2023 года Рейндерс получил свой первый вызов в национальную сборную Нидерландов для участия в финале Лиги наций УЕФА 2023.
7 сентября 2023 года Рейндерс дебютировал за Нидерланды в матче против Греции, который закончился победой 3:0. 13 октября он впервые вышел в стартовом составе в матче против Франции, который завершился поражением 1:2.

## Стиль игры
Рейндерс — мобильный центральный полузащитник, который часто подключается к атакам и выходит на завершающую стадию.
После перехода в «Милан» он был сразу же включён в стартовый состав тренером Стефано Пиоли, играя на позиции левого центрального полузащитника в схеме 4-3-3. Он также играл в качестве одного из двух опорных полузащитников в схеме 4-2-3-1.
По словам самого Рейндерса, тактические соображения сыграли важную роль в его выборе «Милана» вместо Барселоны.

## Статистика

### Выступления за клубы
| Выступление      | Выступление      | Выступление      | Лига | Лига | Кубки | Кубки | Еврокубки | Еврокубки | Прочие | Прочие | Итого | Итого |
| Клуб             | Лига             | Сезон            | Игры | Голы | Игры  | Голы  | Игры      | Голы      | Игры   | Голы   | Игры  | Голы  |
| ---------------- | ---------------- | ---------------- | ---- | ---- | ----- | ----- | --------- | --------- | ------ | ------ | ----- | ----- |
| ПЕК Зволле       | Эредивизи        | 2017/18          | 1    | 0    | 0     | 0     | —         | —         | —      | —      | 1     | 0     |
| ПЕК Зволле       | Итого            | Итого            | 1    | 0    | 0     | 0     | —         | —         | —      | —      | 1     | 0     |
| АЗ               | Эредивизи        | 2017/18          | 1    | 0    | 0     | 0     | —         | —         | —      | —      | 1     | 0     |
| АЗ               | Эредивизи        | 2018/19          | 0    | 0    | 1     | 0     | 0         | 0         | —      | —      | 1     | 0     |
| АЗ               | Эредивизи        | 2019/20          | 3    | 0    | 0     | 0     | 0         | 0         | —      | —      | 3     | 0     |
| АЗ               | Эредивизи        | 2020/21          | 22   | 0    | 0     | 0     | 0         | 0         | —      | —      | 22    | 0     |
| АЗ               | Эредивизи        | 2021/22          | 33   | 4    | 4     | 0     | 7         | 0         | 3      | 2      | 47    | 6     |
| АЗ               | Эредивизи        | 2022/23          | 34   | 3    | 2     | 0     | 18        | 4         | —      | —      | 54    | 7     |
| АЗ               | Итого            | Итого            | 93   | 7    | 7     | 0     | 25        | 4         | 3      | 2      | 128   | 13    |
| → Йонг АЗ        | Эрстедивизи      | 2017/18          | 32   | 6    | —     | —     | —         | —         | —      | —      | 32    | 6     |
| → Йонг АЗ        | Эрстедивизи      | 2018/19          | 36   | 8    | —     | —     | —         | —         | —      | —      | 36    | 8     |
| → Йонг АЗ        | Эрстедивизи      | 2019/20          | 16   | 3    | —     | —     | —         | —         | —      | —      | 16    | 3     |
| → Йонг АЗ        | Эрстедивизи      | 2020/21          | 8    | 2    | —     | —     | —         | —         | —      | —      | 8     | 2     |
| → Йонг АЗ        | Итого            | Итого            | 92   | 19   | —     | —     | —         | —         | —      | —      | 92    | 19    |
| → Валвейк        | Эредивизи        | 2019/20          | 8    | 0    | 0     | 0     | —         | —         | —      | —      | 8     | 0     |
| → Валвейк        | Итого            | Итого            | 8    | 0    | 0     | 0     | —         | —         | —      | —      | 8     | 0     |
| Милан            | Серия А          | 2023/24          | 36   | 3    | 2     | 0     | 12        | 1         | —      | —      | 50    | 4     |
| Милан            | Серия А          | 2024/25          | 36   | 10   | 7     | 2     | 10        | 3         | —      | —      | 53    | 15    |
| Милан            | Итого            | Итого            | 72   | 13   | 9     | 2     | 22        | 4         | —      | —      | 103   | 19    |
| Всего за карьеру | Всего за карьеру | Всего за карьеру | 266  | 39   | 16    | 2     | 47        | 8         | 3      | 2      | 332   | 51    |

### Матчи Рейндерса за сборную Нидерландов
| Матчи Рейндерса за сборную Нидерландов | Матчи Рейндерса за сборную Нидерландов | Матчи Рейндерса за сборную Нидерландов | Матчи Рейндерса за сборную Нидерландов | Матчи Рейндерса за сборную Нидерландов | Матчи Рейндерса за сборную Нидерландов |
| -------------------------------------- | -------------------------------------- | -------------------------------------- | -------------------------------------- | -------------------------------------- | -------------------------------------- |
| №                                      | Дата                                   | Соперник                               | Счёт                                   | Голы Рейндерса                         | Соревнование                           |
| 1                                      | 7 сентября 2023                        | Греция                                 | 3:0                                    | —                                      | Чемпионат Европы 2024 (отбор)          |
| 2                                      | 10 сентября 2023                       | Ирландия                               | 2:1                                    | —                                      | Чемпионат Европы 2024 (отбор)          |
| 3                                      | 13 октября 2023                        | Франция                                | 1:2                                    | —                                      | Чемпионат Европы 2024 (отбор)          |
| 4                                      | 16 октября 2023                        | Греция                                 | 1:0                                    | —                                      | Чемпионат Европы 2024 (отбор)          |
| 5                                      | 18 ноября 2023                         | Ирландия                               | 1:0                                    | —                                      | Чемпионат Европы 2024 (отбор)          |
| 6                                      | 21 ноября 2023                         | Гибралтар                              | 6:0                                    | —                                      | Чемпионат Европы 2024 (отбор)          |
| 7                                      | 22 марта 2024                          | Шотландия                              | 4:0                                    | 1                                      | Товарищеский матч                      |
| 8                                      | 26 марта 2024                          | Германия                               | 1:2                                    | —                                      | Товарищеский матч                      |

Итого: 8 матчей / 1 гол; 6 побед, 0 ничьих, 2 поражения.

## Достижения

### Командные
«Милан»
- Обладатель Суперкубка Италии: 2024

### Личные
- Лучший полузащитник Серии А: 2024/25[16]